# Reb'l Fleur
Reb'l Fleur es la fragancia para mujeres de la cantante barbadense Rihanna. El perfume fue lanzado en los EE. UU. el 26 de enero de 2011.

## Información

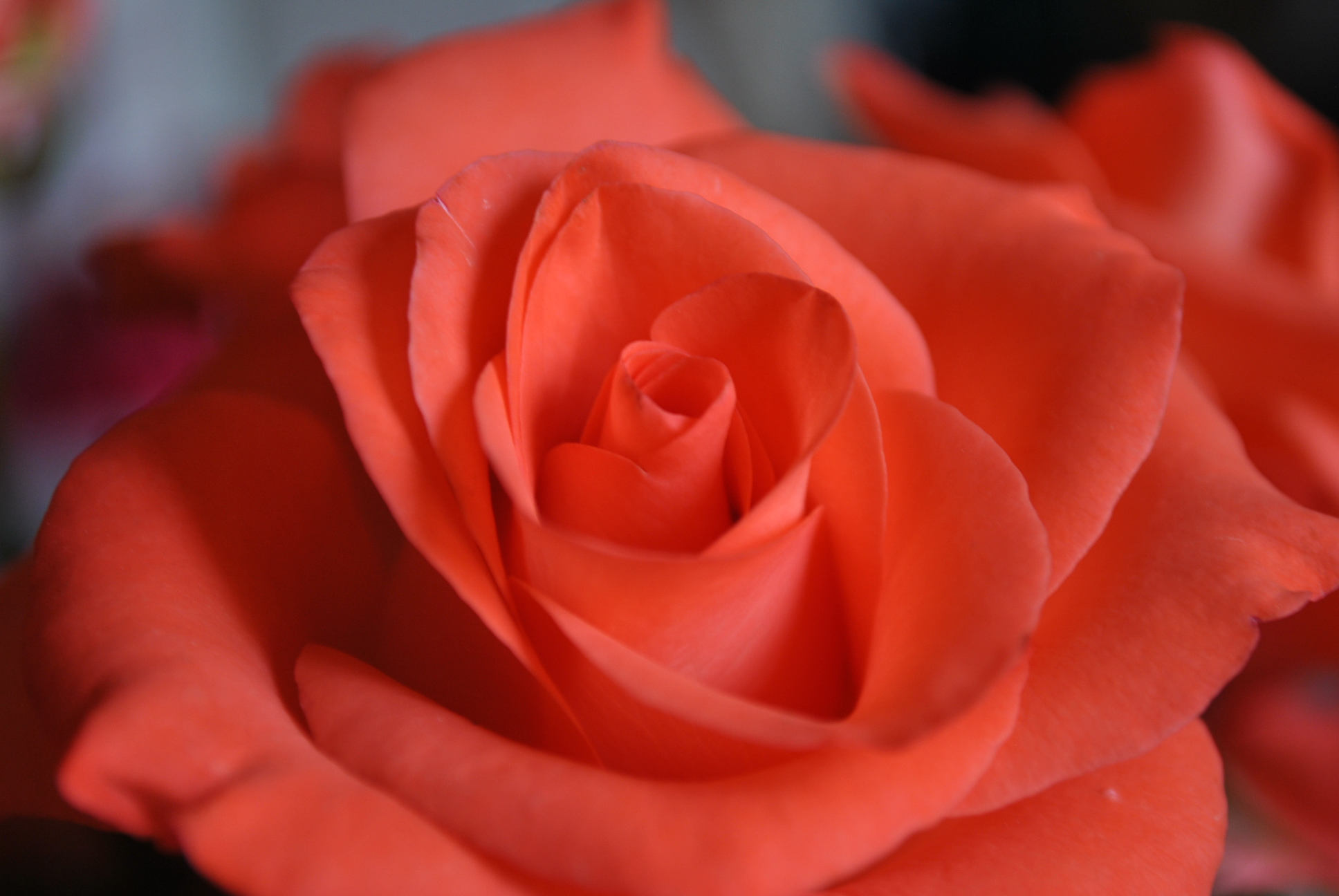
La primera fragancia de la cantante Rihanna ha sido una de los perfumes con mayor venta en los Estados Unidos, en Barbados se vendieron todas las fragancias en solo un par de días.

Fue lanzado oficialmente en los EE. UU. el 25 de enero de 2011. Fue lanzado exclusivamente en las tiendas Macy's.

"Mi abuela en Barbados solía llamarme su «Rebel Flower (Flor Rebelde)», a lo largo de los años, tiene muchas capas de diversos olores para conseguir algo que es realmente mío. Pero yo quería...algo que diga «Rihanna estaba aquí. Algo delicioso y especial, una fragancia con notas sutiles que persisten y dejar un recuerdo sexy »".

El lema de la fragancia es «Bad feels so good (Ser mala se siente tan bien)».

## Promoción y lanzamiento
El vídeo oficial fue lanzado el 11 de febrero de 2011.
Rihanna va a hizo una aparición en las tiendas en los almacenes Macy's en Lakewood (California), 18 de febrero de 2011 para promover Reb'l Fleur. Reb'l fleur, fue lanzado el 5 de marz en Cave Shepherd en Bridgetown, Barbados. La madre de Rihanna, Monica Fenty, dio a conocer la fragancia. La representante de Reb'l Fleur, Tina Hamilton, dijo que el perfume fue lanzado ya en tres países, pero el lanzamiento de Barbados fue el más grande.

## Recepción
Catherine Helbig sitio About.com conideró el perfume sensual e inolvidable. Además, declaró que es tan en sintonía con las raíces de Rihanna, de Barbados, así como con el glamour de su vida actual en Nueva York. Gina Gott de defensas de consumidores asigna una calificación de diez puntos, revelando que se trata de un ser único y fuerte.

## Productos
La fragancia Reb'l Fleur incluye una loción para el cuerpo.
- 1.7 oz por $49
- 3.4 oz por $59
- 6.7 oz Crema para el cuerpo por $30 dólares